# 諾富特東薈城酒店

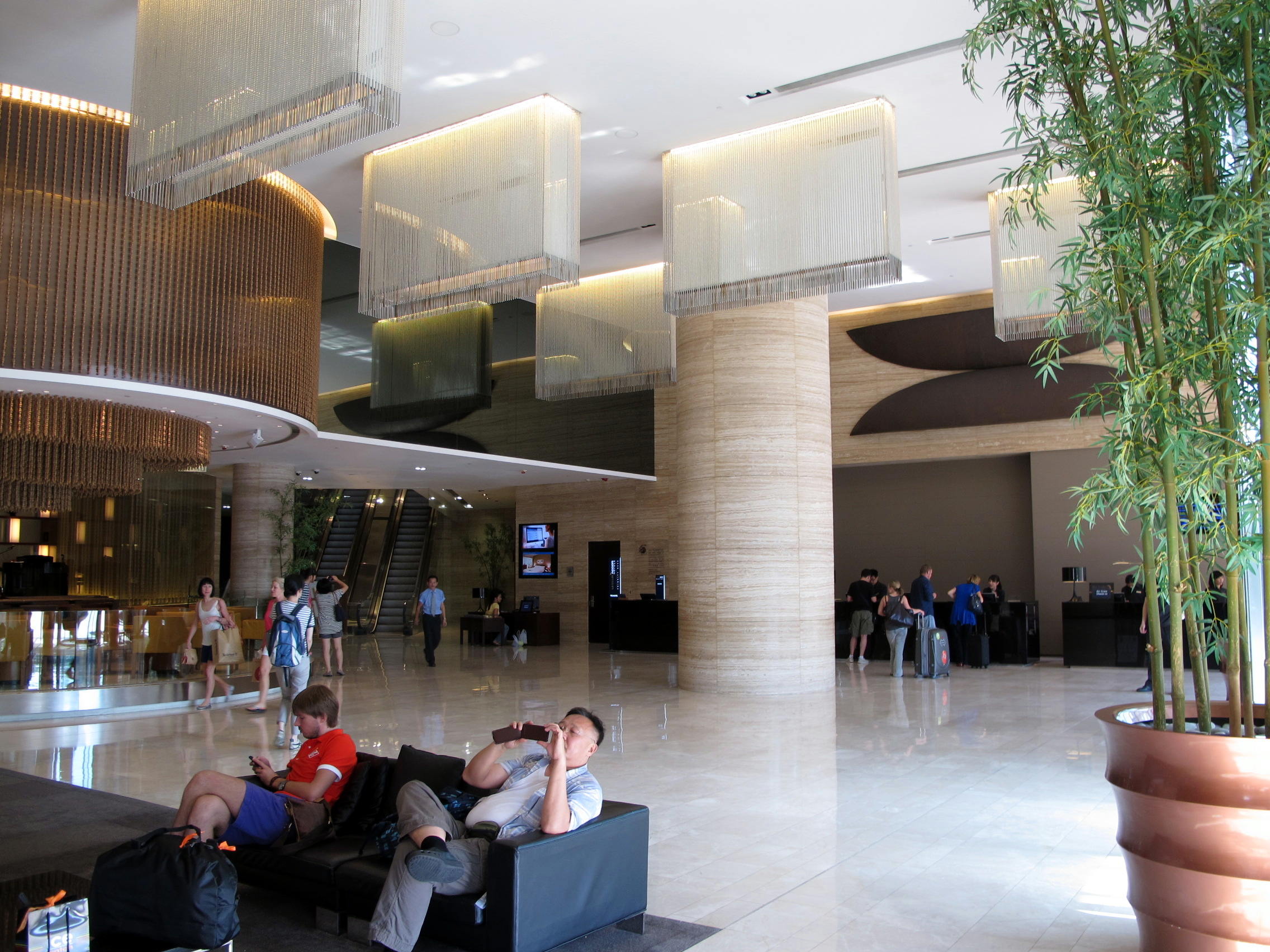
酒店大堂

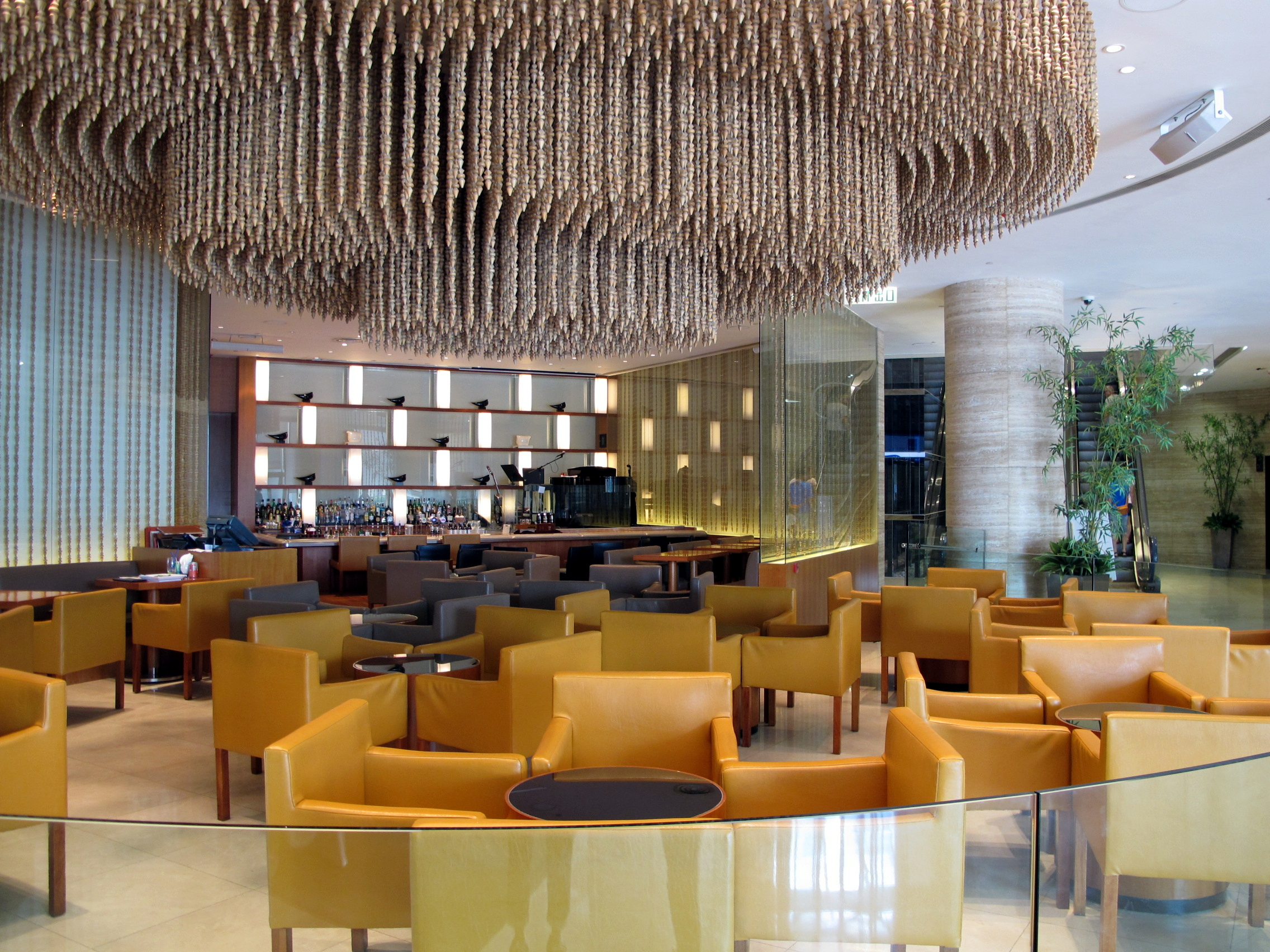
酒吧 Andante

22°17′28″N 113°56′32″E / 22.2912°N 113.9423°E
諾富特東薈城酒店（英語：Novotel Citygate Hong Kong），為香港的一間乙級高價酒店，位於香港新界大嶼山東涌文東路51號，樓高23層，由雅高酒店集團管理，是一間綜合型的商務休閒酒店，2006年4月開幕。酒店為東薈城發展項目的一部分。
酒店離香港國際機場只有5分鐘車程，離香港市區需30分鐘車程。

## 酒店設施
諾富特東薈城酒店共提供440間客房，並設有7間可容納12至400人的宴會廳 Lantau Room。其餘還有：
- 室外20米泳池
- 商務中心
- In Balance健身中心
- 購物中心（東薈城）

酒店設有住客免費穿梭巴士，每20分鐘一班，來往香港國際機場。

## 餐廳
- Essence（自助餐）
- Olea（地中海菜）
- Andante（酒吧）
- Moccato（咖啡店）

## 參看
- 香港酒店列表
- 雅高集團

## 外部連結
- 諾富特東薈城酒店官方資料（页面存档备份，存于）
- 諾富特東薈城酒店資料（页面存档备份，存于）